# Жан Шампионе
Жан Шампионе (фр. Jean Étienne Championnet; 1762 — 1800) био је француски генерал.
Учествовао је у француским револуционарним ратовима (1792—1800); командовао је дивизијом у бици код Флериса 1794. године. Као командант француске Римске армије, Шампионе је крајем 1798. године заузео Рим, а затим Напуљ, где самовољно успоставља Партенопејску републику. Због тога је смењен и ухапшен, а јуна 1799. године ослобођен и постављен за команданта Алпске армије. Умро је следеће године.